# Xylopia neglecta
Xylopia neglecta är en kirimojaväxtart som först beskrevs av Carl Ernst Otto Kuntze, och fick sitt nu gällande namn av Robert Elias Fries. Xylopia neglecta ingår i släktet Xylopia och familjen kirimojaväxter. Inga underarter finns listade i Catalogue of Life.